# 2013 TX68
2013 TX68 — астероїд із групи аполлонів, навколоземний об’єкт, відкритий 6 жовтня 2013 року в рамках Каталінського огляду. На момент відкриття перебував у процесі тісного наближення до Землі — на відстань 5,4 відстаней від Землі до Місяця. Дуга спостереження астероїда становила лише 10 днів, через що довготермінові передбачення були надто невизначеними. Астероїд спостерігали впродовж трьох днів, після чого знайти його не вдавалося внаслідок його дуже малого розміру й тьмяності. 11 лютого 2016 року були оприлюднені його зображення, зроблені до відкриття, зняті системою телескопів Pan-STARRS 29 вересня 2013 року, завдяки чому дуга спостереження збільшилася до 10 днів. 11 лютого 2016 астероїд вилучили з таблиці ризиків Sentry (Sentry Risk Table).
Орбіта астероїда зазнає збурень і він часто наближається до Землі. Одне з таких наближень станеться в період між 6 і 10 березня 2016 року. Хоча номінальна орбіта (орбіта, яка найбільше відповідає розрахункам) пролягає на відстані 0,03 астрономічної одиниці (4 500 000 км) від Землі, астероїд може наблизитися до неї на відстань 0,0002 а. о. (30 000 км) (0,07 відстані до Місяця). З іншого боку, в 2016 році він може проминути Землю на відстані 0,1 а. о. (15 000 000 км). У 2016 році ризику його зіткнення із Землею немає.

## Фізичні характеристики
Діаметр астероїда становить 21–52 м — тобто він приблизно вдвічі більший за Челябінський метеороїд.

## Можливі зіткнення
Астероїд 2013 TX68 було включено до таблиці ризиків Sentry (Sentry Risk Table). Утім, він не вважається потенційно небезпечним астероїдом, оскільки його діаметр не перевищує 100 м. Коли дуга його спостереження становила лише 1 день і відтак орбіта була надто невизначеною, його внесли до таблиці ризиків Sentry як об’єкт з імовірністю зіткнення із Землею 5 березня 2016 року від 1 до 20 млн, але ця «загроза» була швидко спростована. Коротка 3-денна дуга спостереження дала змогу зменшити імовірність зіткнення 28 вересня 2017 року до 1 на 300 млн. Відповідно до розрахунків, 28 вересня 2017 року номінальна орбіта астероїда 2013 TX68 пролягає на відстані приблизно 1,5 а. о. від Землі. 11 лютого 2016 року, коли з’явилися дані 10-денної дуги спостереження, астероїд було вилучено із таблиці ризиків Sentry.

## Наслідки можливого зіткнення
Якби астероїд зіткнувся би із Землею, у небі з’явився б дуже яскравий болід, після чого утворився би кратер. Якщо кут удару становив би менше 45°, діаметр кратера становив би від 100 до 575 м.